# Politico Europe
Politico Europe este ramura europeană a organizației de știri americane Politico⁠(en)[traduceți]. Ziarul, care apare joia în Bruxelles, cu birouri în Londra, Berlin, Varșovia, Paris și Frankfurt, este urmașul publicației European Voice; el publică știri și reportaje despre afacerile politice ale Uniunii Europene.
În septembrie 2014 Politico a format o asociere în participațiune cu compania germană Axel Springer SE pentru a lansa ediția sa europeană. În decembrie 2014 a fost anunțată achiziționarea companiei franceze Development Institute International și a ziarului politic European Voice, parte din Economist Group⁠(en)[traduceți], pentru a le relansa sub umbrela Politico. Politico Europe a debutat cu primul număr tipărit în 23 aprilie 2015. Principalele surse de venit sunt reclamele, sponsorizările și abonamentele plătite. În iunie 2018 un sondaj printre experții EU a numit Politico cea mai influentă publicație despre afacerile europene.